# 贄姫と獣の王
『贄姫と獣の王』（にえひめとけもののおう、英文表記: Sacrificial Princess and the King of Beasts）は、友藤結による日本の少女漫画作品。
『花とゆめ』（白泉社）の2015年17号に読切作品が掲載され、それが好評だったことから、同年23号から2020年22号まで連載された。コミックスに関しては、花とゆめコミックスレーベルに加えて、英語訳版がニューヨークのエン・プレス、ドイツ語訳版がハンブルクのカールセン出版社よりそれぞれ出版されており、2023年6月時点で累計発行部数は230万部を突破している。テレビアニメ化を記念して、『花とゆめ』の2022年18号より2024年6号まで、サリフィたちの子であるリチャードを主人公としたスピンオフ『〜贄姫と獣の王 スピンオフ〜 白兎と獣の王子』（にえひめとけもののおう スピンオフ しろうさぎとけもののおうじ）が連載された。

## あらすじ
99番目の生贄として魔族の王に捧げられた少女・サリフィ。しかし彼女は自分の運命を受け入れ、王を恐れず歩み寄ることを決めていた。新月の夜、サリフィは生贄の儀式へと向かうが、そこにいたのは魔族ではなく、人間の姿をした王であった。
サリフィを妃にすると決めた魔族の王は、彼女からレオンハートという名を与えられ、人間と魔族の共生を目指し共に歩み始める。

## 用語

### 地理
オズマルゴ
魔族による国家。魔王が支配する王国として描かれるが、支配形態としては大領域・多民族を統べるため帝国に近い。32の主要都市と15の従属国で形成されており、首都・カランブルにはレオンハートたちが暮らす王宮が建てられている。
ムルガ
アミト姫の故郷。
サリフィが生贄としてオズマルゴに引き渡される前、オズマルゴと200年に渡って戦争を繰り広げるも敗北して従属国となり、アミト姫たち爬虫族（はちゅうぞく）は他の種族の魔族たちから冷遇されることとなった。
ヨアナ
人間界がこう呼ばれる。国家形態は不明。中世ヨーロッパに近い様子で描かれる。
コルナ村
本作のヒロインであるサリフィが、生贄としてオズマルゴに引き渡される直前までに住んでいた村。

### 生態系（種族）
魔族
人間とは異なる姿と力（魔力）を持つ種族。
現実に実在する動物（ネコやトカゲ、サメ等）に似た姿の者や、古代のエジプトや北欧の神話等に登場する神・幻獣等と同じ名前を持つ者（アヌビス、セト、ヨルムンガンド等）が存在し、作中では「爬虫族（はちゅうぞく）」や「一つ目族（ひとつめぞく）」等のように『○○族』という分類が用いられている。
サリフィが生贄としてオズマルゴに引き渡される100年前に人間たちとの間で大規模な戦争を繰り広げる中、レオンハートの父である先代オズマルゴ王が独断で人間側と和睦し停戦したが、「魔族と人間は対等な存在では無い」として猛抗議する魔族の反乱分子を抑制するため、定期的に一人の人間をオズマルゴに引き渡す『生贄制度』が停戦条件として作られた。先代オズマルゴ王の病死後にレオンハートが魔族の王として即位した後も人間に対する強い偏見や嫌悪感を抱く魔族は非常に多く、中にはサリフィら人間を病原菌（ウイルス）や疫病神のように忌み嫌う者もいる。

### 自然現象
瘴気（しょうき）
オズマルゴなどの魔族世界に充満している特殊な空気。
人間にとっては有害なものであり、瘴気を長時間浴び続けると「瘴気当たり（しょうきあたり）」という病気になり、少しずつ体力を奪われ命の危険に晒される。
人間界のヨアナにしか生息していない「アンブロシアの実」という赤い木の実を加工した薬などを用いることで症状を緩和できる。
天啓（てんけい）
本作では、気流の流れや強風などが原因で魔族世界の空から一時的に瘴気が取り払われ、太陽や月などがハッキリと見える状態を指す。
魔族と人間のハーフであるレオンハートは、「天啓の日」や「天啓の夜」になると魔力と魔族の姿を保てなくなり、強制的に人間の姿になってしまう。

## 登場人物
担当声優はテレビアニメ版 / ドラマCD版の順に表記。特筆ない限りはテレビアニメ版での配役。
サリフィ（Sariphi）
声 - 花澤香菜 / 悠木碧
本作の主人公。魔族の王の生贄にされた少女。愛称は「サリー」。なお、サリフィは古い言葉で「犠牲」「生贄」を意味する。白い髪に青い瞳をしている。「失うものは何もない」と言えてしまう境遇から怖れるものは何もなく、これが強さとなり物語の指針となることもある。
孤児であったが「実の娘」を生贄にしたくなかった夫婦に代わりとしてオズマルゴへの生け贄として育てられ、99人目の贄姫となる。しかし魔王・レオンハートに対しても怖じ気付くことなく堂々と振る舞い、そのままオズマルゴに居着いて魔族の王妃となった。
レオンハート（Leonhart）
声 - 日野聡、内山夕実（少年期） / 津田健次郎
魔王。普段はサリフィからは「王様」と呼ばれる。地位に相応した自尊心の強さを持つが認めた相手には敬意を払う器量を持つ。
魔族と人間の混血である。このため「天啓の日」や「天啓の夜」になったり、ヨアナでは長い黒髪に角を生やした人間の青年の姿となるが、オズマルゴでは黒いたてがみを持つライオンの頭部からヤギのような角が2本生え、鋭い爪と犬のような尾を持った獣人の姿となる。生け贄が捧げられる天啓の日には魔力を失うため人間の姿で現れるが、この事実は隠しており、その度ごとに自ら血を流して生贄の儀式を偽装することで、密かに贄姫を帰らせていた。
個人としての名前を持っていなかった為、周囲からは「王様」（少年期は「王子」）と呼ばれていたが、自らの身体を傷付けてでも贄姫を逃がそうとする勇敢さを知ったサリフィから、ヨアナで「勇敢な心」を意味する言葉の「レオンハート」を名前（個人名）として与えられた。
キュク&ロプス（Cy & Clops）
声 - 貫井柚佳（キュク）、藤原夏海（ロプス）/ 小倉唯（キュク）、高橋李依（ロプス）
魔族。サリフィの付き人。2人でワンセット。黒い球体状の身体に目玉が付いている方がキュク、口が付いている方がロプスであり、サリフィからは各々「キューちゃん」「ロプちゃん」と呼ばれる。
王宮に仕える魔族の中では人間（サリフィ）に対する差別や偏見が薄く、レオンハートがサリフィを王妃候補として挙げた際、アヌビスら王宮関係者たちが絶句したり抗議を試みたりする一方で、キュクとロプスだけはサリフィを祝福する歓声を挙げており、その後も王宮の内部や魔族の歴史についてサリフィに助言するなど積極的にサポートをしている。
アヌビス（Anubis）
声 - 寺島拓篤、釘宮理恵（少年期） / 櫻井孝宏
オズマルゴの宰相でレオンハートの最も信頼できるアドバイザー。サリフィからは当初は無礼な言動をとられたこともあり「犬のひと」と呼ばれたが、打ち解けたことで「サイショーさん」と呼ばれている。本名はシリウス。
「王の頭脳」を自称し、レオンハートに対する忠誠心は極めて高く畏怖しているが、それ以上に国や主のためにならと自身の考えを貫き、レオンハートの意志に反する行動であっても手段を選ばず実行する頑固な一面を持つ。種族主義者と言える面もあり、レオンハートが人間であるサリフィを王妃候補として選んだことに対し、表向きは賛同の意を示してはいるが、元々、生贄として連れてきたこともあり、内心では「サリフィが生贄として殺されるのを免れる為に、口八丁手八丁で王（レオンハート）を懐柔した」という思い込みから猛反発しており、同様にサリフィが王妃となることに否定的なオズマルゴの元老院の面々と密かに共謀し、「王妃となるための試練」という名目で彼女に難題を押し付けたこともあった。
アミト（Princess Amit）
声 - 潘めぐみ
オズマルゴの属国・ムルガの爬虫類一族の王女。
サリフィを分け隔てなく扱った最初の貴族でサリフォと一緒にいて褒めちぎることもある溺愛した友情を抱いている。ヨルムンガンドに恋をしている。
当初はレオンハートの見合い相手として王宮を訪問したが、実際は一族から「王様に見初められなければ、ムルガに戻ることは許さない」として、本人の意に反し、事実上の「国外追放」に近い形でオズマルゴに送り出されていた。
「属国の住人」という立場により、王宮を訪ねていたレオンハートの他の見合い相手の魔族たちから、陰湿な嫌がらせを受けたものの、率先して親身になってくれたサリフィに心を開き、王妃の座を強奪しようと目論む魔族の姫の襲撃から身を呈して彼女を守ったことによって、レオンハートから「サリフィの友人」として王宮で暮らすことを特別に許可された。
イリヤ（Ilya）
声 - 千葉翔也、杉山里穂（幼少期）
サリフィの幼なじみで、彼女に恋をしている。顔の左側にタトゥがある。
ヨルムンガンド（Jormungand）
声 - 小林親弘
魔王の親衛隊隊長。軍人として名を馳せており、アヌビスの相談相手でもある。
ベンヌ（Ben'nu）
声 - 吉野裕行
サリフィ自身の聖獣。フェニックス。気ままな性格で口が悪い。
ラントヴェルト（Lanteveldt）
声 - 畠中祐、高倉有加（幼少期）
サリフィの護衛。ハイエナ族。通称は「ラント」。
ラントの先祖にあたるハイエナ族は、かつて王族を裏切り敵国に味方していたことから、他種族と距離を置いて暮らすよう、「ハイエナ自治区」と呼ばれる区域での生活を余儀なくされ、またラントの母親が自治区の外で暮らしていた他種族の魔族と婚約して彼を産んだため、ラントと彼の母親もハイエナ族から"裏切り者"と見なされ孤立していた。
幼い頃、ラントは母親の病気を治すために働き続け、そのお金を用いて街中にある薬屋で薬を購入する。しかし自治区に戻ろうとした矢先、衛兵から一方的に窃盗の疑いを掛けられラントは懸命に無実を主張するも、「裏切り者のハイエナ族の言葉は信用できない」という理由で聞き入れて貰えず、そのやりとりを見ていた魔族たちからも白い目で見られ、挙げ句には薬瓶を強引に没収されて母親を看取らざるを得なくなった。
この事でラントは「自分の言葉を誰も信じてくれなかったのは、相手（衛兵）が自分よりも偉い立場の者だからだ」と考え、出世に執着するようになり、魔族だけでなく人間であるサリフィに対しても心を閉ざしていた。しかし、自身が初めて王妃代理（サリフィ）の親衛隊長として赴いたマースヤで起きた襲撃事件で、現地の兵士たちから問答無用で濡れ衣を着せられそうになった際、真っ先にラントの無実を強く信じて真犯人捜しに積極的に乗り出し潔白を証明したサリフィに「俺の誇りを信じてくれた」として感謝を示し、「この御恩を一生忘れず、妃殿下代理（サリフィ）に私の命と忠誠を捧げます」と誓いを立てた。
先代オズマルゴ王
声 - 土師孝也
レオンハートの父親。配下曰く、王としては気まぐれ。
先代アヌビス
声 - 千葉進歩
現在のアヌビス（シリウス）の父親。
レオンハートの父である先代オズマルゴ王を暗殺者の襲撃から庇い逝去した。
シリウスに「アヌビス一族の歴史と役割」について説いていた。
フェンリル（Fenrir）
声 - 中村悠一、田村睦心（少年期）
反王制派組織「亡国の幻狼軍」リーダー。全身が白色の狼に似た姿をしている。レオンハートとは浅からぬ因縁があり、「俺から全てを奪った男」として憎悪を抱いている。
ボルストバスへの訪問に向かっていたオズマルゴ王国の船を襲撃して「狼王」を名乗り、自身がオズマルゴ国内の複数の領地で同時多発的に発生した暴動の首謀者であること、更には現在のオズマルゴ王であるレオンハートの打倒と王位の強奪を画策していることを明かす。「船内において最も位の高い者を差し出さなければ、皆殺しにする」という宣告に対して現れたサリフィが王妃代理と名乗った際、初めは冗談やハッタリと思い込んでいたが、マースヤでサリフィたちの姿を目撃していたグレイプニルの話を聞いて考えを改め、彼女を連れ去る。
グレイプニル（Gleipnir）
声 - 水中雅章、朝井彩加（少年期）
反王制派組織「亡国の幻狼軍」のリーダー・フェンリルの腹心。黒い狼の姿をしている。左目に大きな傷がある。
自らの武器である短剣を魔力で自由自在に操る能力を持ち、サリフィを連れ去ろうとするフェンリルに襲撃を仕掛けたラントベルトを返り討ちにして深手を負わせる。

## 書誌情報
- 友藤結『贄姫と獣の王』白泉社〈花とゆめコミックス〉、全15巻
  1. 2016年5月20日発売[5]、ISBN 978-4-592-21541-7
  2. 2016年9月20日発売[16]、ISBN 978-4-592-21542-4
  3. 2017年1月20日発売[17]、ISBN 978-4-592-21543-1
  4. 2017年5月19日発売[18]、ISBN 978-4-592-21544-8
  5. 2017年9月20日発売[19]、ISBN 978-4-592-21545-5
  6. 2018年1月19日発売[20]、ISBN 978-4-592-21546-2 / ISBN 978-4-592-10587-9（ドラマCD付き限定版[21]）
  7. 2018年4月20日発売[22]、ISBN 978-4-592-21547-9
  8. 2018年7月20日発売[23]、ISBN 978-4-592-21548-6
  9. 2018年11月20日発売[24]、ISBN 978-4-592-21549-3
  10. 2019年3月20日発売[25]、ISBN 978-4-592-21550-9
  11. 2019年8月20日発売[26]、ISBN 978-4-592-22301-6
  12. 2019年12月20日発売[27]、ISBN 978-4-592-22302-3 / ISBN 978-4-592-22722-9（小冊子付き特装版[28]）
  13. 2020年4月20日発売[29]、ISBN 978-4-592-22303-0
  14. 2020年8月20日発売[30]、ISBN 978-4-592-22304-7
  15. 2021年1月20日発売[31]、ISBN 978-4-592-22305-4 / ISBN 978-4-592-22757-1（描きおろし後日談＆未収録番外編付き特装版[32]）

- 友藤結『〜贄姫と獣の王 スピンオフ〜 白兎と獣の王子』〈花とゆめコミックス〉、全5巻
  1. 2023年1月20日発売[33][10]、ISBN 978-4-592-22451-8
  2. 2023年4月20日発売[34]、ISBN 978-4-592-22452-5
  3. 2023年8月18日発売[35]、ISBN 978-4-592-22453-2
  4. 2023年12月20日発売[36]、ISBN 978-4-592-22454-9
  5. 2024年4月19日発売[37]、ISBN 978-4-592-22455-6

## テレビアニメ
『花とゆめ』の2021年4号にて製作が発表された。2023年2月11日に新宿バルト9にて先行上映会とトークショーが実施された。
2023年4月から9月までTOKYO MXほかにて放送された。ナレーションは土田大が担当。全24話構成で、原作の終盤までを描く。

### スタッフ
- 原作 - 友藤結[14]
- 監督 - 今千秋[14]
- シリーズ構成 - 水上清資[14]
- キャラクターデザイン - 長谷川眞也[14]
- サブデザイン - 都築裕佳子
- 美術監督 - 飯田葉月[14]
- 色彩設計 - 舩橋美香[14]
- 撮影監督 - 八木祐理奈[14]
- 編集 - 仙土真希[14]
- 音響監督 - 明田川仁[14]
- 音楽 - KOHTA YAMAMOTO[14]
- 音楽制作 - ポニーキャニオン[14]
- 音楽プロデューサー - 髙取昌史
- プロデュース - WOWMAX[14]
- プロデューサー - 松岡貴徳、臼井久人、長谷部理紗、鈴木浩介、大和田智之、八重樫里美
- アニメーション制作統括 - 松倉友二
- アニメーション制作プロデューサー - 藤代敦士
- アニメーション制作 - J.C.STAFF[14]
- 製作 - 「贄姫と獣の王」製作委員会

### 主題歌
「朔の贄」
BINによる第1クールオープニングテーマ。作詞・作曲・編曲はBIN。
「ONLY」
GARNiDELiAによる第1クールエンディングテーマ。作詞はメイリア、作曲はtoku、編曲はGARNiDELiA。
「LOVE INFINITY」
Hinanoによる第2クールオープニングテーマ。作詞は岩里祐穂、作曲・編曲は倉田涼。
「call your name」
katagiriによる第2クールエンディングテーマ。作詞・作曲はkatagiri、編曲はyonkey。
「Miles Away」
いのうえあいによる第24話挿入歌。作詞はcAnON.、作曲・編曲はKOHTA YAMAMOTO。

### 各話リスト
| 話数       | サブタイトル     | 脚本         | 絵コンテ   | 演出                       | 作画監督                                                                               | 総作画監督                     | 初放送日       |
| ---------- | ---------------- | ------------ | ---------- | -------------------------- | -------------------------------------------------------------------------------------- | ------------------------------ | -------------- |
| episode 01 | 生贄と供犠の夜   | 水上清資     | 佐藤雅子   | 西田健一                   | 前原薫 笠野充志 永田有香 都築裕佳子 Dog wood                                           | 長谷川眞也                     | 2023年 4月20日 |
| episode 02 | 熊蜂と貴族の宴   | 水上清資     | 海風涼     | 則座誠                     | アラタハヤト 山中いづみ スタジオギガ 星山企画 STUDIO MASSKET Studio EverGreen          | 都築裕佳子                     | 4月27日        |
| episode 03 | 魔族と人間の町   | 水上清資     | 鈴木行     | 粟井重紀                   | jumondou seoul スタジオギガ 星山企画                                                   | 藤井昌宏                       | 5月4日         |
| episode 04 | 女猫と爬虫の姫   | 水上清資     | 西田健一   | 西田健一                   | 篠原佐代子 Studio EverGreen Dog wood                                                   | 都築裕佳子                     | 5月11日        |
| episode 05 | 不死と再生の聖獣 | 水上清資     | 佐藤雅子   | 寒竹清隆                   | 桜井木ノ実 飯飼幸一 南伸一郎 杜伟峰 魏旭龍 陈亮 Brian Barredo                          | 長谷川眞也 藤井昌宏            | 5月18日        |
| episode 06 | 少年と魔族の王   | 和場明子     | 石山タカ明 | 石山タカ明                 | 前原薫 永田有香 スタジオギガ 星山企画 Dog wood                                         | 藤井昌宏                       | 5月25日        |
| episode 07 | 愛と憎しみの少年 | 水上清資     | 高田耕一   | 岩本やすお                 | 笠野充志 アラタハヤト 山中いづみ 篠原佐代子 福本佳菜絵 STUDIO MASSKET Studio EverGreen | 都築裕佳子                     | 6月1日         |
| episode 08 | 海神と第二の試練 | イシノアツオ | 鈴木行     | 粟井重紀                   | 24FPS Studio EverGreen スタジオギガ 星山企画                                           | 藤井昌宏                       | 6月8日         |
| episode 09 | 王と宰相の追憶   | 冨田頼子     | 鈴木行     | 西田健一                   | 前原薫 山中いづみ 永田有香 Dog wood 村上雄                                             | 長谷川眞也 谷口元浩            | 6月15日        |
| episode 10 | 祝祭と天啓の日   | 水上清資     | 高田耕一   | 野上良之 海宝興蔵 泉しづか | Studio EverGreen スタジオギガ 篠原佐代子 福本佳菜絵                                    | 藤井昌宏                       | 6月22日        |
| episode 11 | 加護と王妃の代理 | 和場明子     | 鈴木行     | 粟井重紀                   | 桜井木ノ実 南伸一郎 杜伟峰 魏旭龍 陈亮 Brian Barredo                                   | 都築裕佳子                     | 6月29日        |
| episode 12 | 祝福と未来の契   | 水上清資     | 吉田りさこ | 竹谷徹平                   | 舘崎大 Studio EverGreen Dog wood スタジオギガ                                          | 藤井昌宏                       | 7月6日         |
| episode 13 | 慰問と鬣犬の隊長 | イシノアツオ | 高田耕一   | 永居慎平 西田健一          | 山中いづみ 永田有香 前原薫 福本佳菜絵 篠原佐代子 Dog wood                              | 都築裕佳子 谷口元浩            | 7月13日        |
| episode 14 | 濡衣と孤独の鬣犬 | 冨田頼子     | 石山タカ明 | 石山タカ明                 | スタジオギガ Studio EverGreen Dog wood 舘崎大                                          | 藤井昌宏 谷口元浩              | 7月20日        |
| episode 15 | 少年と幼子の邂逅 | 水上清資     | 高田耕一   | 粟井重紀                   | 飯飼一幸 宇津木勇 佐々木幸恵 酒井KEI 松下純子 Studio EverGreen 星月動画                | 都築裕佳子                     | 7月27日        |
| episode 16 | 侵略と亡国の幻狼 | イシノアツオ | 西田健一   | 西田健一                   | アラタハヤト 前原薫 篠原佐代子 福本佳菜絵 スタジオギガ                                 | 長谷川眞也 谷口元浩            | 8月3日         |
| episode 17 | 追跡と臣下の攻防 | 冨田頼子     | 鈴木行     | 竹谷徹平                   | 桜井木ノ実 南伸一郎 杜伟峰 魏旭龍 陈亮                                                 | 藤井昌宏                       | 8月10日        |
| episode 18 | 救出と宿命の対決 | 和場明子     | 鈴木行     | 則座誠                     | 山中いづみ 前原薫 篠原佐代子 永田有香 福本佳菜絵                                       | 都築裕佳子                     | 8月17日        |
| episode 19 | 魔族と人間の懸橋 | イシノアツオ | 高田耕一   | 粟井重紀                   | 谷口元浩 舘崎大 孫建清 李傑 Dog wood グレーン                                          | 長谷川眞也 谷口元浩            | 8月24日        |
| episode 20 | 親書と禁忌の魔女 | 和場明子     | 永居慎平   | 森田侑希                   | 高橋紀子 白石悟 佐藤道雄 Kプロ                                                         | 藤井昌宏 長谷川眞也            | 8月31日        |
| episode 21 | 和平と秘密の暴露 | 冨田頼子     | 石山タカ明 | 石山タカ明                 | 山中いづみ アラタハヤト 福本佳菜絵 スタジオギガ                                        | 都築裕佳子 谷口元浩            | 9月7日         |
| episode 22 | 逃亡と法官の野望 | 水上清資     | 西田健一   | 粟井重紀 清水桃            | 桜井木ノ実 南伸一郎 杜伟峰 魏旭龍 陈亮                                                 | 長谷川眞也 谷口元浩            | 9月14日        |
| episode 23 | 神官長と王の真実 | 水上清資     | 高田耕一   | 竹谷徹平                   | 前原薫 篠原佐代子 スタジオギガ Studio EverGreen Dog wood                               | 藤井昌宏                       | 9月21日        |
| episode 24 | 妃と王国の未来   | 水上清資     | 高田耕一   | いわもとやすお             | 永田有香 篠原佐代子 アラタハヤト 福本佳菜絵 前原薫 Dog wood Studio EverGreen           | 長谷川眞也 都築裕佳子 谷口元浩 | 9月28日        |

### 放送局
| 放送期間                | 放送時間                     | 放送局   | 対象地域 | 備考                             |
| ----------------------- | ---------------------------- | -------- | -------- | -------------------------------- |
| 2023年4月20日 - 9月28日 | 木曜 0:00 - 0:30（水曜深夜） | TOKYO MX | 東京都   |                                  |
|                         |                              | BS11     | 日本全域 | 製作参加 / BS放送 / 『ANIME+』枠 |
| 2023年9月7日 -          | 木曜 20:00 - 20:30           | AT-X     | 日本全域 | CS放送 / リピート放送あり        |

| 配信開始日    | 配信時間                   | 配信サイト |
| ------------- | -------------------------- | --- |
| 2023年4月20日 | 木曜 1:00（水曜深夜） 更新 | DMM TV |
| 2023年4月23日 | 日曜 0:00（土曜深夜） 更新 | ABEMA Amazonプライム・ビデオ auスマートパスプレミアム バンダイチャンネル dアニメストア FOD Hulu J:COMオンデマンドメガパック Lemino milplus TELASA U-NEXT ニコニコ動画 Video Market Netflix |
|               | 日曜 0:30（土曜深夜） 更新 | ニコニコ生放送 |

### BD
| 巻 | 発売日         | 収録話          | 規格品番   |
| -- | -------------- | --------------- | ---------- |
| 1  | 2023年6月21日  | 第1話 - 第4話   | PCXP.51001 |
| 2  | 2023年7月26日  | 第5話 - 第8話   | PCXP.51002 |
| 3  | 2023年8月23日  | 第9話 - 第12話  | PCXP.51003 |
| 4  | 2023年9月27日  | 第13話 - 第16話 | PCXP.51004 |
| 5  | 2023年10月18日 | 第17話 - 第20話 | PCXP.51005 |
| 6  | 2023年11月22日 | 第21話 - 第24話 | PCXP.51006 |

## イベント
2023年2月1日から3月14日まで、東京・神田淡路町の「My Charaful Cafe」にて、本作とコラボレーションしたカフェイベントが開催されている。

## ミュージカル
ミュージカル『贄姫と獣の王〜the KING of BEASTS〜』のタイトルで、2025年3月14日から23日まで天王洲 銀河劇場、3月28日から30日まで梅田芸術劇場 シアター・ドラマシティまで上演された。主演は、加藤大悟。

### キャスト（舞台）
- レオンハート - 加藤大悟
- サリフィ - 久家心
- アヌビス - 福井巴也
- ヨルムンガンド - 京典和玖
- ラントベルト - 今牧輝琉
- アミト - 永利優妃
- フェンリル - 白柏寿大
- グレイプニル - 松田岳
- アナスタシア - 小嶋紗里
- オセロット - 古田伊吹
- セト - 矢田悠祐
- アンサンブルキャスト - 小野功司、河野萌、河村薫平、木村昌誉、相良飛鷹、清水梨夏、髙澤礁太、鳥居留圭、渡来美友、釼持康心、山本海瑠、猪股怜生、田中悠貴

### スタッフ（舞台）
- 原作：友藤結「贄姫と獣の王」（白泉社・花とゆめコミックス）
- 脚本・演出・振付：上島雪夫
- 作詞：浅井さやか
- 音楽：八幡茂